# 莫斯滕宁
莫斯滕宁是德国巴伐利亚州的一个市镇。总面积70.43平方公里，总人口4835人，其中男性2507人，女性2328人（2011年12月31日），人口密度69人/平方公里。